# Prins Adam Khan
Prince Adam Khan, född 5 september 1974, klassisk gitarrist och prins från det lilla landet Hunza i norra Pakistan.

## Diskografi
- A Day in November (2003)